# Connecticut Sun
Connecticut Sun – kobiecy klub koszykarski z siedzibą w Uncasville w Connecticut, grający w lidze WNBA. W latach 1999–2002 klub nazywał się Orlando Miracle i grał w Orlando na Florydzie.

## Zastrzeżone numery
Na podstawie:
- Małgorzata Dydek #12
- Nykesha Sales #42
- Katie Douglas #23

## Wyniki sezon po sezonie
Na podstawie:
| Sezon           | Zespół          | Konferencja     | Konferencja     | Sezon regularny | Sezon regularny | Sezon regularny | Rezultaty play-off | Trener                    |
| Sezon           | Zespół          | Konferencja     | Konferencja     | W               | P               | %               | Rezultaty play-off | Trener                    |
| --------------- | --------------- | --------------- | --------------- | --------------- | --------------- | --------------- | --- | ------------------------- |
| Orlando Miracle |                 |                 |                 |                 |                 |                 | |                           |
| 1999            | 1999            | Wschodnia       | 4               | 15              | 17              | 46,9            | brak kwalifikacji | Carolyn Peck              |
| 2000            | 2000            | Wschodnia       | 3               | 16              | 16              | 50              | Przegrana w półfinałach konferencji (Cleveland, 1–2)                                                                                      | Carolyn Peck              |
| 2001            | 2001            | Wschodnia       | 5               | 13              | 19              | 40,6            | brak kwalifikacji | Carolyn Peck              |
| 2002            | 2002            | Wschodnia       | 5               | 16              | 16              | 50              | brak kwalifikacji | Dee Brown                 |
| Connecticut Sun |                 |                 |                 |                 |                 |                 | |                           |
| 2003            | 2003            | Wschodnia       | 3               | 18              | 16              | 52,9            | Wygrana w półfinałach konferencji (Charlotte, 2–0) Przegrana w finałach konferencji (Detroit, 0–2)                                        | Mike Thibault             |
| 2004            | 2004            | Wschodnia       | 1               | 18              | 16              | 52,9            | Wygrana w półfinałach konferencji (Washington, 2–1) Wygrana w finałach konferencji (New York, 2–0) Przegrana w finale WNBA (Seattle, 1–2) | Mike Thibault             |
| 2005            | 2005            | Wschodnia       | 1               | 26              | 8               | 76,5            | Wygrana w półfinałach konferencji (Detroit, 2–0) Wygrana w finałach konferencji (Indiana, 2–0) Przegrana w finale WNBA (Sacramento, 1–3)  | Mike Thibault             |
| 2006            | 2006            | Wschodnia       | 1               | 26              | 8               | 76,5            | Wygrana w półfinałach konferencji (Washington, 2–0) Przegrana w finałach konferencji (Detroit, 1–2)                                       | Mike Thibault             |
| 2007            | 2007            | Wschodnia       | 3               | 18              | 16              | 52,9            | Przegrana w półfinałach konferencji (Indiana, 1–2)                                                                                        | Mike Thibault             |
| 2008            | 2008            | Wschodnia       | 2               | 21              | 13              | 61,8            | Przegrana w półfinałach konferencji (New York, 1–2)                                                                                       | Mike Thibault             |
| 2009            | 2009            | Wschodnia       | 6               | 16              | 18              | 47,1            | brak kwalifikacji | Mike Thibault             |
| 2010            | 2010            | Wschodnia       | 5               | 17              | 17              | 50              | brak kwalifikacji | Mike Thibault             |
| 2011            | 2011            | Wschodnia       | 2               | 21              | 13              | 61,8            | Przegrana w półfinałach konferencji (Atlanta, 0–2)                                                                                        | Mike Thibault             |
| 2012            | 2012            | Wschodnia       | 1               | 25              | 9               | 73,5            | Wygrana w półfinałach konferencji (New York, 2–0) Przegrana w finałach konferencji (Indiana, 1–2)                                         | Mike Thibault             |
| 2013            | 2013            | Wschodnia       | 6               | 10              | 24              | 29,4            | brak kwalifikacji | Anne Donovan              |
| 2014            | 2014            | Wschodnia       | 6               | 13              | 21              | 38,2            | brak kwalifikacji | Anne Donovan              |
| 2015            | 2015            | Wschodnia       | 6               | 15              | 19              | 44,1            | brak kwalifikacji | Anne Donovan              |
| 2016            | 2016            | Wschodnia       | 5               | 14              | 20              | 41,2            | brak kwalifikacji | Curt Miller               |
| Sezon regularny | Sezon regularny | Sezon regularny | Sezon regularny | 318             | 286             | 52,6            | 2 mistrzostwa konferencji | 2 mistrzostwa konferencji |
| Play-off        | Play-off        | Play-off        | Play-off        | 21              | 20              | 51,2            | 0 mistrzostw WNBA | 0 mistrzostw WNBA         |

## Statystyki
| Sezon | Indywidualne         | Indywidualne        | Indywidualne        | Zespół vs przeciwnik | Zespół vs przeciwnik | Zespół vs przeciwnik |
| Sezon | Śr. punktów          | Śr. zbiórek         | Śr. asyst           | Śr. punktów          | Śr. zbiórek          | % z gry              |
| ----- | -------------------- | ------------------- | ------------------- | -------------------- | -------------------- | -------------------- |
| 1999  | S. Johnson (14)      | T. McWilliams (7,5) | S. Johnson (4,4)    | 68,9 vs 69,3         | 30,2 vs 31,4         | 42,4 vs 42,9         |
| 2000  | T. McWilliams (13,7) | T. McWilliams (7,6) | S. Johnson (5,3)    | 69 vs 69,8           | 28,9 vs 31,8         | 43,6 vs 43,3         |
| 2001  | N. Sales (13,5)      | T. McWilliams (7,6) | E. Powell (3,1)     | 66,9 vs 68,9         | 30,3 vs 30,5         | 40,1 vs 44           |
| 2002  | S. Johnson (16,1)    | W. Palmer (5,8)     | S. Johnson (5,3)    | 70,4 vs 70,5         | 28,6 vs 32,7         | 42,2 vs 43,2         |
| 2003  | N. Sales (16,1)      | T. McWilliams (6,7) | S. Johnson (5,8)    | 70,1 vs 70,9         | 32,2 vs 34,6         | 41,1 vs 41,1         |
| 2004  | N. Sales (15,2)      | T. McWilliams (7,2) | L. Whalen (4,8)     | 68,7 vs 67,8         | 30,7 vs 31,3         | 42,7 vs 43           |
| 2005  | N. Sales (15,6)      | T. McWilliams (7,3) | L. Whalen (5,1)     | 72,8 vs 66           | 32,6 vs 31,7         | 45,2 vs 39,8         |
| 2006  | K. Douglas (16,4)    | T. McWilliams (9,6) | L. Whalen (4,6)     | 78,9 vs 71,1         | 37,3 vs 33,9         | 44,3 vs 40,2         |
| 2007  | K. Douglas (17)      | M. Dydek (6.5)      | L. Whalen (5)       | 78,7 vs 76,3         | 35,9 vs 34,7         | 43 vs 42,1           |
| 2008  | A. Jones (17)        | A. Jones (6,1)      | L. Whalen (5,4)     | 79,1 vs 74,7         | 36,4 vs 35,3         | 42,2 vs 41,8         |
| 2009  | A. Jones (16,7)      | S. Gruda (6,3)      | L. Whalen (4,6)     | 78 vs 78,1           | 34,8 vs 37,5         | 40,6 vs 42,6         |
| 2010  | T. Charles (15,5)    | T. Charles (11,7)   | R. Montgomery (4,1) | 81 vs 79,9           | 36,5 vs 35,6         | 42,7 vs 43,3         |
| 2011  | T. Charles (17,6)    | T. Charles (11)     | R. Montgomery (4,9) | 80,1 vs 76,8         | 35,6 vs 36,5         | 42,4 vs 42,9         |
| 2012  | T. Charles (18)      | T. Charles (10,5)   | K. Lawson (4)       | 81,6 vs 77,4         | 34,4 vs 35,3         | 43,1 vs 43           |
| 2013  | T. Charles (18)      | T. Charles (10,1)   | K. Lawson (4,2)     | 71 vs 76,9           | 33,9 vs 37,6         | 40 vs 43,6           |
| 2014  | C. Ogwumike (15,5)   | C. Ogwumike (8,5)   | A. Bentley (3,7)    | 75,7 vs 77,5         | 33,9 vs 33,6         | 41,5 vs 44,3         |
| 2015  | K. Bone (15,4)       | K. Bone (6,3)       | J. Thomas (3,9)     | 75 vs 76,6           | 31 vs 33,6           | 42,2 vs 44           |

## Nagrody i wyróżnienia
| WNBA MVP - Tina Charles – 2012 I skład WNBA - Katie Douglas – 2006 - Lindsay Whalen – 2008 - Tina Charles – 2011, 2012 II skład WNBA - Shannon Johnson – 1999, 2000, 2002 - Nykesha Sales – 2004 - Taj McWilliams-Franklin – 2005, 2006 - Katie Douglas – 2007 - Asjha Jones – 2008 - Tina Charles – 2010, 2013 | MVP meczu gwiazd WNBA - Katie Douglas – 2006 Największy Postęp WNBA - Wendy Palmer – 2004 - Kelsey Bone – 2015 Najlepsza Rezerwowa WNBA - Renee Montgomery – 2012 Trener Roku WNBA - Mike Thibault – 2006, 2008 I skład defensywny WNBA - Katie Douglas – 2005, 2006, 2007 II skład defensywny WNBA - Taj McWilliams-Franklin – 2005 - Margo Dydek – 2006, 2007 - Tina Charles – 2011, 2012 - Jasmine Thomas – 2016 | Debiutantka Roku WNBA - Tina Charles – 2010 - Chiney Ogwumike – 2014 I skład debiutantek WNBA - Amber Holt – 2008 - Tina Charles – 2010 - Kelsey Griffin – 2010 - Chiney Ogwumike – 2014 - Alyssa Thomas – 2014 Kim Perrot Sportsmanship Award - Taj McWilliams-Franklin – 2005 - Kara Lawson – 2012 |

## Uczestniczki spotkań gwiazd
- 1999: Shannon Johnson, Taj McWilliams-Franklin, Nykesha Sales
- 2000: Shannon Johnson, Taj McWilliams-Franklin, Nykesha Sales
- 2001: Taj McWilliams-Franklin, Nykesha Sales
- 2002: Shannon Johnson, Nykesha Sales
- 2003: Shannon Johnson, Nykesha Sales
- 2004: Taj McWilliams-Franklin, Nykesha Sales, Lindsay Whalen
- 2005: Taj McWilliams-Franklin, Nykesha Sales
- 2006: Katie Douglas, Małgorzata Dydek, Taj McWilliams-Franklin, Nykesha Sales, Lindsay Whalen
- 2007: Katie Douglas, Asjha Jones
- 2009: Asjha Jones
- 2010: Tina Charles, Renee Montgomery
- 2011: Tina Charles, Renee Montgomery
- 2013: Tina Charles, Allison Hightower
- 2014: Katie Douglas, Chiney Ogwumike
- 2015: Alex Bentley, Kelsey Bone

## Olimpijki
- Erin Phillips – 2008
- Tina Charles – 2012
- Asjha Jones – 2012

## Rekordy klubu
- Gry: Nykesha Sales (278)
- Gry z rzędu: Nykesha Sales (248, 6/10/99-7/6/06)
- Minuty: Nykesha Sales (8762)
- Średnia minut: Shannon Johnson (34)
- Punkty: Nykesha Sales (3,955)
- Średnia punktów: Tina Charles (18)
- Consecutive games scoring: Taj McWilliams-Franklin (243, 6/10/99-8/13/06)
- % z gry (minimum 100): Małgorzata Dydek (462–1,032, 50,3)
- % za 3 (minimum 50): Kara Lawson (140–345, 40,9)
- % wolnych (minimum 100): Kara Lawson (164–182, 90)
- Zbiórki: Taj McWilliams-Franklin (1814)
- Średnia zbiórek: Tina Charles (11,7)
- Asysty: Lindsay Whalen (808)
- Średnia asyst: Lindsay Whalen (5)
- Przechwyty: Nykesha Sales (490)
- Średnia przechwytów: Nykesha Sales (1,76)
- Bloki: Taj McWilliams-Franklin (267)
- Średnia bloków: Małgorzata Dydek (2,26)
- Faule: Nykesha Sales (798)
- Straty: Nykesha Sales (578)

## Sztab szkoleniowy i zarządzający

### Właściciele
- RDV Sports, Inc., właściciel Orlando Magic (1998–2002)
- Mohegan Sun (od 2003)

### Trenerzy
| Trener        | Początek        | Koniec              | Sezony | Sezon regularny | Sezon regularny | Sezon regularny | Sezon regularny | Play-off | Play-off | Play-off | Play-off |
| Trener        | Początek        | Koniec              | Sezony | W               | P               | %               | Gry             | W        | P        | %        | Gry      |
| ------------- | --------------- | ------------------- | ------ | --------------- | --------------- | --------------- | --------------- | -------- | -------- | -------- | -------- |
| Carolyn Peck  | 6 lipca 1998    | 3 kwietnia 2002     | 4      | 44              | 52              | 45,8            | 96              | 1        | 2        | 33,3     | 3        |
| Dee Brown     | 5 kwietnia 2002 | koniec 2002         | 1      | 16              | 16              | 50              | 32              | 0        | 0        | 0        | 0        |
| Mike Thibault | 7 marca 2003    | 20 listopada 2012   | 10     | 206             | 134             | 60,6            | 340             | 17       | 16       | 51,5     | 33       |
| Anne Donovan  | 3 stycznia 2013 | 1 października 2015 | 3      | 38              | 64              | 37,3            | 102             | 0        | 0        | 0        | 0        |
| Curt Miller   | 17 grudnia 2015 | obecnie             | 1      | 14              | 20              | 41,2            | 34              | 0        | 0        | 0        | 0        |

### Generalni menadżerowie
- Carolyn Peck (1998–2001)
- Dee Brown (2002)
- Chris Sienko (2003–2016)[14]
- Curt Miller (od 2016)

### Asystenci trenerów
- Rick Stukes (1999–2000)
- Charlene Thomas-Swinson (1999–2001)
- Michael Peck (2001)
- Vonn Read (2002)
- Valerie Still (2002)
- Bernadette Mattox (2003–2012)
- Scott Hawk (2003–2012)[15]
- Catherine Proto (2013)
- Jennifer Gillom (2013–2015)
- Steven Key (2014–2015)
- Nicki Collen (od 2016)
- Steve Smith (od 2016)